# الخرائب (الساك)

تعديل مصدري - تعديل

الخرائب محلة تابعة لقرية الساك، التابعة لعزلة حبير بمديرية ذي السفال إحدى مديريات محافظة إب في الجمهورية اليمنية، بلغ تعداد سكانها 56 حسب تعداد اليمن لعام 2004.